# Assemblée constituante valaisanne
L'Assemblée constituante du canton du Valais (en allemand Verfassungsrat des Kantons Wallis) est un organe élu le 25 novembre 2018 et chargé de rédiger une nouvelle Constitution pour le canton du Valais.
Après quatre ans de travail, le projet de Constitution, soumis en votation populaire le 3 mars 2024, est rejeté à plus de 68 % de non.

## Historique

### Nécessité de la réforme
Au début des années 2010, la Constitution du canton, qui date de 1907, est considérée comme vétuste. En particulier, la répartition des sièges à la proportionnelle, en suivant les districts est jugée contraire aux droits politiques fondamentaux par le Tribunal fédéral,. Le Conseil d'État, après réflexions d'un groupe de travail, prépare alors une réforme constitutionnelle des institutions politiques, appelée R21, afin d'adapter le système électoral et de redéfinir les institutions. La réforme, bien qu'acceptée en votation populaire, ne peut entrer en vigueur du fait du nombre très élevé de bulletins blancs. Le gouvernement est alors obligé d'adopter par décret les mesures concernant spécifiquement l'élection du Grand Conseil (système bi-proportionnel) afin de garantir le respect des droits politiques pour les élections de 2017 et 2021.

### Votation et élection de la Constituante
En mars 2015, un comité non partisan lance une récolte de signatures pour une initiative populaire demandant une révision totale de la Constitution cantonale. Le 27 juillet 2016, le comité dépose à la Chancellerie du canton 7 895 signatures valables (sur 6 000 requises), déclenchant le processus de révision constitutionnelle. Le Valais devient ainsi le premier canton à démarrer ce processus à la suite d'une initiative populaire, et non via les institutions en place.
Conformément à la Constitution, l'objet est ensuite soumis au peuple. Celui-ci doit décider s'il accepte le principe d'une révision totale, et le cas échéant, si celle-ci doit être faite par le Grand Conseil ou un organe spécial, appelé Constituante.  L'UDC appelle à voter contre la révision totale et pour une éventuelle révision par le Grand Conseil le cas échéant, le PDC se dit favorable à la révision complète mais rejette l'assemblée Constituante, tandis que les autres partis, soit le PLR, le PS, les Verts et le PCS soutiennent la révision totale par une assemblée ad hoc, ce qui est également le cas du Conseil d'État. La votation a lieu le 4 mars 2018 : plus de 72 % des citoyens demandent la révision totale, et 61 % par une Constituante. Le Conseil d'État prépare alors les élections, qui se déroulent de la même façon que celles du Grand Conseil.
Malgré des velléités de liste unique, chaque parti lance ses propres listes pour l’élection, sous des appellations diverses. Un groupe non-partisan dénommé Appel Citoyen présente des listes « citoyennes », dont les candidats ont la particularité d'avoir été sélectionné via un algorithme afin d'assurer la parité et la régionalité, après un premier tour de vote par internet. Finalement, tous les partis traditionnels respectent un engagement de campagne, en ouvrant leurs listes aux novices en politique. Avec des listes pleines dans presque tous les districts, ce sont 645 candidats qui font campagne pour 130 sièges.
Les thèmes de la campagne sont axés sur la réforme des institutions et le découpage des régions/districts, la relation entre l'Église et l'État (le préambule avec sa formule « Au nom de Dieu tout-puissant! » est souvent évoqué) et la question de la minorité linguistique haut-valaisanne. Le mouvement Appel citoyen créé la surprise au soir des élections, le 25 novembre 2018, raflant 16 sièges, au détriment des grands partis traditionnels. La participation se monte à 48 %.

### Mise en place et début du travail
La séance constitutive a lieu le 17 décembre 2018, dans la salle du Grand Conseil valaisan. L'ancien juge Jean Zermatten est élu président du bureau provisoire, chargé de préparer un règlement pour l'assemblée.
En avril, l'assemblée adopte son règlement et élit le secrétaire général. La séance plénière du 5 juin 2019 voit l'élection du collège présidentiel (qui changera chaque année) et la création des commissions thématiques. Le 3 octobre, la Constituante siège en extra-muros à Viège : elle y adopte son concept de communication et de participation citoyenne, qui se traduit par des ateliers citoyens et une plateforme numérique de propositions. Le coût total de l'assemblée est dans le même temps budgétisé à plus de 6 millions de francs, avec un montant dépassant le million pour la première année d'exercice. Le 3 décembre, lors de sa séance plénière à Monthey, les constituants élisent deux nouveaux membres du collège présidentiel, font le bilan des ateliers de participation citoyenne et discutent avec d'anciens constituants d'autres cantons. À la fin de l'année, l'Assemblée aura vu cinq de ses membres démissionner (3 UDC, 1 PDC et 1 VLR), ainsi qu'une personne décédée. 

### Examens des principes
Au printemps 2020, les commissions thématiques publient leurs rapports de travail afin que l'Assemblée puisse en examiner les principes en séance plénière. Parmi les propositions, on trouve le droit de vote à 16 ans et des étrangers, un salaire minimum cantonal et un droit fondamental à l'anonymat numérique. Deux séances par mois sont prévues pour l'examen, en avril, mai et juin 2020 ; elles sont finalement reportées par le Bureau à la suite de la pandémie de coronavirus.
La première séance a finalement lieu les 3 et 4 septembre, à Brigue. L'Assemblée plénière délibère sur les principes et la direction à donner aux travaux. Si les propositions de la commission 1 sont acceptées (maintenant globalement le statu quo), les droits fondamentaux proposés par la commission 2, jugés irréalistes, sont intégralement remplacé par une motion.

### Texte final
Le 25 avril 2023, le texte final est adopté par l'Assemblée par 87 voix contre 40. Un projet de variante reprenant le texte global, sans pour autant accorder les droits politiques au plan communal aux personnes de nationalité étrangère, est également approuvé par 87 voix contre 29 et 7 abstentions. Le 17 mai 2023, le projet de Constitution est remis au Conseil d'État par les différents membres du Collège présidentiel.
La votation a été arrêtée par le Conseil d'État valaisan au 3 mars 2024.

## Composition
L'assemblée constituante possède le même nombre de députés et la même répartition géographique que le Grand Conseil valaisan. Contrairement à celui-ci, elle ne comporte pas de députés-suppléants. La colonne différence indique donc la variation de sièges par rapport à la législature 2017 de celui-ci. Sur 217 950 électeurs inscrits, 106 590 participent, soit un taux de 48,9 %.
Pour indiquer leur ouverture à des candidats sans expérience politique préalable, les partis adaptent le nom de leurs listes. Le tableau tient compte des apparentements entre les listes germanophones du Haut et celles francophones du Bas. 
| Parti                                | Pourcentage | Sièges | Différence |
| ------------------------------------ | ----------- | ------ | ---------- |
| Parti démocrate-chrétien             | 36 %        | 47     | -8         |
| Valeurs libérales-radicales          | 16 %        | 21     | -5         |
| UDC & Union des citoyens             | 16 %        | 21     | -2         |
| Appel citoyen                        | 12 %        | 16     | +16        |
| Parti socialiste et gauche citoyenne | 11,5 %      | 15     | -3         |
| Les Verts et citoyens                | 7,6 %       | 10     | +2         |

### Direction
L'assemblée constituante est dirigée par deux organes :
- le Collège présidentiel[37], chargé notamment du respect du règlement, des affaires administratives et du lien avec les autres autorités. Il est composé de quatre membres à parité des sexes et des régions linguistiques, élus pour deux ans maximum en suivant une sorte de formule magique. Il choisit parmi ses membres un président du plénum, ainsi qu'un coordinateur chargé de convoquer et diriger le Collège[38]. Durant les travaux, le Collège présidentiel aura compté 10 membres : Sabine Fournier (Les Verts - 2019), Lukas Jäger (SVPO - 2019), Yann Roduit (Le Centre - 2019 à 2020), Émilie Praz (Appel citoyen - 2019 à 2020), Felix Ruppen (Die Mitte - 2020 à 2021), Gabrielle Barras (UDC - 2020 à 2021), Géraldine Gianadda (VLR - 2021 à 2023), Gaël Bourgeois (PS - 2021 à 2023), Jenny Voeffray (Le Centre - 2022 à 2023) et Kurt Regotz (Neo - 2022 à 2023)[39] ;
- le Bureau[40], chargé de l'organisation générale de la constituante. Il est composé de 13 membres désignés par les partis et mouvements élus[41].

### Commissions
Les députés sont répartis dans dix commissions thématiques de 13 membres, chargées de traiter les différents composants de la future constitution.
1. Dispositions générales, cohésion sociale, préambule et rapports Églises/État, dispositions finales
2. Droits fondamentaux, droits sociaux et société civile
3. Droits politiques
4. Tâches de l’État I : Principes, finances et développement économique
5. Tâches de l’État II : Développement territorial et ressources naturelles
6. Tâches de l’État III : Tâches sociales et autres tâches de l’État
7. Autorités cantonales I – Dispositions générales et Grand Conseil
8. Autorités cantonales II – Conseil d’État, administration et préfets
9. Autorités cantonales III – Pouvoir judiciaire
10. Communes et organisation territoriale

Il existe en outre 3 commissions institutionnelles.
1. la commission de coordination, composée des présidents du collège et des commissions thématiques, qui veille à la cohérence des travaux[43];
2. la commission de participation citoyenne, chargée de faire participer la société civile au processus de rédaction[44];
3. la commission de rédaction, qui vérifie le fond et la forme du projet[45].

## Votation

### Conséquence
Finalement, le décret instituant la Constituante est abrogé le mercredi 5 février 2025, sans que la séance finale de dissolution ait pu avoir lieu. L'assemblée n'est ainsi jamais formellement dissoute.